# Macario Monoszló
Macario (I) Monoszló (in ungherese Monoszló nembeli (I.) Makariás; ... – dopo il 1193) fu un nobile ungherese e primo membro noto della famiglia dei Monoszló.

## Biografia
Il suo ignoto padre, progenitore della stirpe, ricevette il feudo di Monoszló (l'odierna Podravska Moslavina, Croazia), nel comitato di Križevci, in Slavonia, da Béla III d'Ungheria. Lì concesse anche il diritto di marturina, un genere di tassa in Croazia che veniva riscossa con le allora molto apprezzate pelli di martora. Macario era uno dei suoi quattro figli e l'unico conosciuto per nome.
Macario possedeva Szond, nel comitato di Bács (oggi Sonta, in Serbia) nel 1196 e sposò una figlia di Pietro Győr del ramo degli Szenterzsébet. Ispán (governatore) del comitato di Szolnok intorno al 1192-1193, durante il tardo regno di Béla III, è possibile che corrispondesse a quel Macario il quale ricoprì la carica di vice-bano del Primorje nel 1189.
Ebbe almeno tre figli dal suo matrimonio, di cui il primo, Tommaso I, divenne un importante sostenitore del duca Andrea e partecipò alla cosiddetta guerra dei fratelli contro il re Emerico. Successivamente, nel 1228, Andrea II nominò Tommaso bano di Slavonia. Nicola I e Stefano I rimasero si limitarono a rimanere proprietari terrieri senza ricoprire alcun incarico politico; i loro rami si estinsero intorno al 1250.